# Крамер, Андреас
Андреас Крамер (швед. Andreas Kramer; род. 13 апреля 1997) — шведский легкоатлет, специализирующийся в беге на 800 метров и беге на 1500 метров. Серебряный призёр чемпионата Европы (2018).

## Биография
В 2017 году он выиграл титул чемпиона Европы среди молодёжи на дистанции 800 метров, опередив британца Даниэля Роудена и немецкого атлета Марка Реутера.
На чемпионате мира 2017 года, с результатом 1:46.25, стал в итоге одиннадцатым, не сумев пробиться в финальный забег.
Его 800-метровый личный рекорд - 1:45,03, установил в Берлине 11 августа 2018 года. В зале его рекорд составляет 1:46.86, который он смог показать в Белграде в марте 2017 года. Результат 1:47.85, показанный в 2016 году, является лучшим временем среди юниоров.
11 августа 2018 года на Олимпийском стадионе в Берлине Андреас Крамер установил свой личный рекорд и новый национальный рекорд Швеции (1:45:03), это позволило ему выиграть серебряную медаль на чемпионате Европы.